# 돈 오마르
돈 오마르(본명: 윌리엄 오마 라드론 리베라, 1978년 2월 10일 ~ )은 푸에르토 리코의 레게톤 가수이자, 작곡가, 래퍼, 프로듀서, 배우이다.

## 어린 시절
돈 오마르는 푸에르토 리코, 산 후안 지역, 산투르스에서 아버지 윌리엄 마드론과 어머니 루즈 안토니아 리베라 사이에서 태어났다. 어렸을 때부터 비코 C와 브루리 MC의 음악에 관심을 가졌다. 유년기에는 Iglesia Evangélica Restauración en Cristo in Bayamón 교회에서 목회활동을 하였으나 4년 뒤 그만두고 음악에 전념하기로 했다.

## 생애
그는 나이트클럽에서 DJ Eliel Lind Osorio와 첫 공연을 하였다. 이후 Luny Tunes, Noriega, and DJ Eric 등 여러 DJ와 프로듀서의 컴필레이션 앨범에 참여하였으며 Héctor & Tito의 백업가수로 활동하기도 하였다. 이 중 Héctor Delgado는 오마르의 첫 솔로앨범 작업을 도와주기도 했다.
오마르는 첫 스튜디오 앨범 "The Last Don with Frankie Needles"를 내자마자 인기를 얻기 시작했다. 스튜디오 버전과 라이브 버전 모두 미국 음반협회(Recording Industry Association)에서 플래티넘으로 선정되었다. 공식 홈페이지에 따르면 The Last Don: Live [CD & DVD]는 전세계적으로 1백만장 이상 팔렸다. 그는 2003년 빌보드 라틴 음악 어워즈에서 올해의 라틴 팝 앨범, 신인상, 올해의 라틴 랩/힙합 앨범에 선정되었다. 이 라이브 앨범은 2005년 라틴 그래미 어워즈에서 Urban Music Album 후보에 오르기도 했다.
2006년 5월 발매한 King of Kings 앨범은 미국 Top 10위 차트에서 레게톤 LP로는 사상 최고 순위, 라틴 앨범 판매순위는 1위를 기록하였다. 싱글 "Angelito"는 빌보드 라틴 음악 라디오 차트에서 1위를 기록하였다. 오마르는 디즈니월드 음반가게(Disney World's Virgin music store)에서 브리트니 스피어스가 세운 최고 판매 기록을 깨기도 했다.
그의 작곡은 그가 상상하는 이야기를 하기 위해 레게 톤 스타일에서 일반적으로 사용되는 거의 반복되지 않는 스타일을 사용한다.
돈 Omar는 2006년에 임금의 앨범 임금을 풀어 놓았다. 그는 몇몇 라틴 아메리카 국가에서뿐만 아니라이 앨범을 가진 미국에 있는 스페인 음악 기록의 첫번째 판매이다. 이 앨범 Don Omar는 레게 톤의 "El Rey"(프랑스어로 "king")와 음악 장르의 공식 발기인으로 선언된다. 이 앨범이 발매되 자마자 그 앨범은 판매가 시작된 첫 번째 싱글 인 Angelito가 출시 당일 약 50만 건의 매출로 선두에 올랐다. 이 음악은이 음악 스타일의 기록이다.
그는 영화 Fast and Furious : Tokyo Drift를 위해 Conteo라는 노래를 작곡했다.
2006년 말, 킹스 오브 킹즈 (King of Kings)의 스페셜 에디션 인 "아마겟돈 에디션 (Armageddon Edition)"이 추가로 4개의 타이틀이 추가되었다.
2007년에는 El Pentagono라는 앨범을 제작하여 다양한 장르의 음악 장르에 참여했다. 이 앨범의 노래 중 하나는 미국의 Hip-Hop 가수 Don and Reel이 등장하는 Calm My Nerves이다. 또한 Easy con Tego Calderon ', Zion, Voltio, Eddie Dee 및 Costuleta에 참여한다.
2008년에 그는 기상 발표자 인 Jackie Guerrido (그는 과거의 관계에서 세 자녀를 낳았다)와 결혼했다. 같은 해 Don Omar는 기소 당한다. Nando Boom은 표절에 대해 그를 비난한다. My Space는 Enfermo de amor와 똑같은 사본이다.
Don Omar는 Tego Calderon과 함께 Fast and Furious 4와 Fast and Furious 5에서 활약한다. 노래 Danza Kuduro는 Mia가 시장에 나와있는 장면에서 Fast and Furious 5와 Taboo라는 노래가 끝날 때까지 반복된다.
2021년 9월, Saban Music Group과 파트너십 계약을 맺었다.

## 사생활
오마르는 2003년 첫 아들 니콜라스 발레 고메즈(Nicolas Valle Gomez)를 낳았다. 2008년 4월 19일에는 기자 Jackie Guerrido와 결혼했다. 2011년 3월에 이혼한 것으로 알려졌다.

## 앨범
- 2003: The Last Don
- 2004: The Last Don Live
- 2006: Los Bandoleros Reloaded
- 2006: King of Kings
- 2006: The Last Don: The Gold Series
- 2006: King of Kings: Armageddon Edition
- 2007: king of Kings Live
- 2009: iDon
- 2010: Don omar meet the orphans
- 2012: Don omar meet the orphans 2
- 2015: The Last Don 2
- 2019: The Last Album

## 영화
- 2009: 분노의 질주: 더 오리지널
- 2011: 분노의 질주: 언리미티드
- 2017: 분노의 질주: 더 익스트림
- 2021: 분노의 질주: 더 얼티메이트